# Список высших учебных заведений Воронежской области
В список высших учебных заведений Воронежской области включены образовательные учреждения высшего и высшего профессионального образования, находящиеся на территории Воронежской области и имеющие действующую лицензию на образовательную деятельность. Список вузов приведён в соответствии с данными сводного реестра лицензий, в список филиалов включены организации, участвовавшие в мониторинге Министерства образования и науки Российской Федерации 2016 года. По состоянию на 11 июля 2016 года в Воронежской области действующую лицензию имели 22 вуза и 12 филиалов.
Филиалы вузов, головные организации которых находятся в иных субъектах федерации, сгруппированы в отдельном списке. Порядок следования элементов списка — алфавитный.

## Список высших образовательных учреждений
| Название                                                                     | Категория         | Статус      | Год основания | Месторасположение | Число студентов |
| ---------------------------------------------------------------------------- | ----------------- | ----------- | ------------- | ----------------- | --------------- |
| Автомобильно-транспортный институт                                           | негосударственный | институт    |               | Воронеж           | 427             |
| Военно-воздушная академия имени профессора Н. Е. Жуковского и Ю. А. Гагарина | государственный   | академия    | 1950 2012     | Воронеж           |                 |
| Воронежская духовная семинария                                               | негосударственный | семинария   | 1745          | Воронеж           |                 |
| Воронежский государственный аграрный университет                             | государственный   | университет | 1912          | Воронеж           | 14375           |
| Воронежский государственный архитектурно-строительный университет            | государственный   | университет | 1930          | Воронеж           |                 |
| Воронежский государственный институт искусств                                | государственный   | институт    | 1971          | Воронеж           | 369             |
| Воронежский государственный институт физической культуры                     | государственный   | институт    | 1979          | Воронеж           | 1159            |
| Воронежский государственный лесотехнический университет                      | государственный   | университет | 1930          | Воронеж           | 4782            |
| Воронежский государственный медицинский университет                          | государственный   | университет | 1930          | Воронеж           | 5174            |
| Воронежский государственный педагогический университет                       | государственный   | университет | 1931          | Воронеж           | 5885            |
| Воронежский государственный технический университет                          | государственный   | университет | 1956          | Воронеж           | 7995            |
| Воронежский государственный университет                                      | государственный   | университет | 1918          | Воронеж           | 16845           |
| Воронежский государственный университет инженерных технологий                | государственный   | университет | 1930          | Воронеж           | 6936            |
| Воронежский институт высоких технологий                                      | негосударственный | институт    | 1992          | Воронеж           | 1943            |
| Воронежский институт Государственной противопожарной службы                  | государственный   | институт    | 1967          | Воронеж           |                 |
| Воронежский институт Министерства внутренних дел Российской Федерации        | государственный   | институт    | 1979 1992     | Воронеж           |                 |
| Воронежский институт экономики и социального управления                      | муниципальный     | институт    | 1995          | Воронеж           | 914             |
| Воронежский институт Федеральной службы исполнения наказаний                 | государственный   | институт    | 2001          | Воронеж           |                 |
| Воронежский экономико-правовой институт                                      | негосударственный | институт    | 1999          | Воронеж           | 1348            |
| Институт менеджмента, маркетинга и финансов                                  | негосударственный | институт    | 1991          | Воронеж           | 1416            |
| Институт социального образования                                             | негосударственный | институт    | 1998          | Воронеж           |                 |
| Международный институт компьютерных технологий                               | негосударственный | институт    | 1992          | Воронеж           | 982             |

## Список филиалов высших образовательных учреждений
| Название                                                                                                | Категория         | Статус      | Год основания | Месторасположение | Месторасположение головной организации | Число студентов |
| --- | ----------------- | ----------- | ------------- | ----------------- | -------------------------------------- | --------------- |
| Борисоглебский филиал Воронежского государственного университета                                        | государственный   | университет | 2014          | Борисоглебск      | Воронеж                                | 1692            |
| Борисоглебский филиал Института менеджмента, маркетинга и финансов                                      | негосударственный | институт    | 2000          | Борисоглебск      | Воронеж                                | 317             |
| Воронежский филиал Государственного университета морского и речного флота имени адмирала С. О. Макарова | государственный   | университет | 1999          | Воронеж           | Санкт-Петербург                        | 706             |
| Воронежский филиал Московского гуманитарно-экономического института                                     | негосударственный | институт    | 1995          | Воронеж           | Москва                                 | 926             |
| Воронежский филиал Московской академии экономики и права                                                | негосударственный | академия    | 1996          | Воронеж           | Москва                                 |                 |
| Воронежский филиал Российского экономического университета имени Г. В. Плеханова                        | государственный   | университет | 1956          | Воронеж           | Москва                                 | 1780            |
| Воронежский филиал Российской академии народного хозяйства и государственной службы                     | государственный   | академия    | 1995          | Воронеж           | Москва                                 | 838             |
| Филиал в Борисоглебске Воронежского государственного архитектурно-строительного университета            | государственный   | университет | 2003          | Борисоглебск      | Воронеж                                | 496             |
| Филиал в Воронеже Российского государственного социального университета                                 | государственный   | университет | 1994          | Воронеж           | Москва                                 | 822             |
| Филиал в Воронеже Ростовского государственного университета путей сообщения                             | государственный   | университет | 2016          | Воронеж           | Ростов-на-Дону                         |                 |
| Филиал в Россоши Воронежского экономико-правового института                                             | негосударственный | институт    | 2003          | Россошь           | Воронеж                                | 635             |
| Центральный филиал Российского государственного университета правосудия                                 | государственный   | университет | 2001          | Воронеж           | Москва                                 | 1192            |